# Peugeot Typ 136
Der Peugeot Typ 136 ist ein frühes Automodell des französischen Automobilherstellers Peugeot, von dem 1911 in den Werken Audincourt und Lille 235 Exemplare produziert wurden.
Die Fahrzeuge besaßen einen Vierzylinder-Viertaktmotor, der vorne angeordnet war und über Kardan die Hinterräder antrieb. Der Motor leistete aus 3988 cm³ Hubraum 19 PS.
Es gab die Modelle 136 und 136 A. Bei einem Radstand von 315 cm betrug die Spurbreite 128 cm. Die Karosserieform Sportwagen bot wahlweise Platz für zwei oder vier Personen.